# Miles M.25 Martinet
A Miles M.25 Martinet brit gyártmányú célvontató repülőgép volt a második világháborúban. Ez volt az első brit repülőgép, amelyet kifejezetten célvontatásra terveztek.

## Története
A Martinetet a szükség hívta életre, ugyanis hiány mutatkozott azokból az elavult harci repülőgépekből, amelyeket egyébként erre a feladatra alkalmaztak. A gépet a gyártó egy másik típusából, az M.9 Master középfokú iskolagépből fejlesztették ki úgy, hogy lehetőség szerint a már gyártásban lévő modell részegységeit változtatás nélkül felhasználhassák. A prototípus 1942. április 24-én emelkedett először a levegőbe, a pilótaülésben Thomas Rose százados első világháborús repülőász, a Miles cég főpilótája ült. A sikeres tesztek után hamarosan megkezdték a sorozatgyártást a vállalat Woodley-ban működő üzemében. 1945-ig összesen 1724 darab Martinet készült el, ezek túlnyomó többségét a brit légierők alkalmazták, de más államok légierőihez és civil felhasználókhoz is került belőle.
A háború alatt titokban fejlesztették ki a M.50 Queen Martinet-nek elkeresztelt altípust, amely egy rádióirányítású, pilóta nélküli célrepülőgép (drón) volt. Ezen kívül kis számú Martinetet átalakítva vitorlázórepülőgépek vontatására, illetve iskolagépnek használtak.
A Miles repülőgépgyár kiképzőgépként kívánta továbbfejleszteni a Martinetet, azonban a célvontatók iránti igény akkora volt, hogy csak 1945-ben láthattak neki az ez irányú munkának. Az M.37 Martinet Trainer két prototípusát az alapmodell átépítésével alkották meg. A szárnyakban elhelyezett üzemanyagtartályokat eltávolították, a gép súlyát csökkentették, a kabinba az oktatáshoz szükséges kettős vezérlőszervek kerültek. Az első repülésre 1946. április 11-én került sor. Mivel ekkor már jóval fejlettebb kiképzőgépek is rendelkezésre álltak, a brit Légügyi Minisztérium nem rendelt a típusból.

## Jellemzői
A Miles Martinetet a Miles Master iskolagép bázisán alakították ki, a két típus számos alkotóeleme megegyezett. A sárkányszerkezetet azonban megerősítették, hogy a célvontatáskor fellépő erőhatásoknak ellen tudjon állni. A Masterhez képest a Martinet orra hosszabb, szárnyfesztávolsága nagyobb lett, és a pilótafülke is magasabbra került. Az iskolagép kettős kormányszerkezetét elhagyták, így a Martinetet csak az első pilótaülésből lehetett irányítani.
A célzsák és a vontatófelszerelés a törzs alján, egy burkolat alatt kapott helyet, a kibocsátás és a behúzás csörlő segítségével történt. A csörlőt elektromotor hajtotta, de egy menetszél által meghajtott kis légcsavarral is lehetett működtetni. A módosítások miatt a gép tömegközéppontja megváltozott, ezt a motor előbbre helyezésével igyekeztek ellensúlyozni. A célvontatáskor megnövekedő légellenállás nagyobb teljesítményt követelt a motortól, ennek megfelelően a hűtőrendszert is megerősítették.

## Alkalmazása

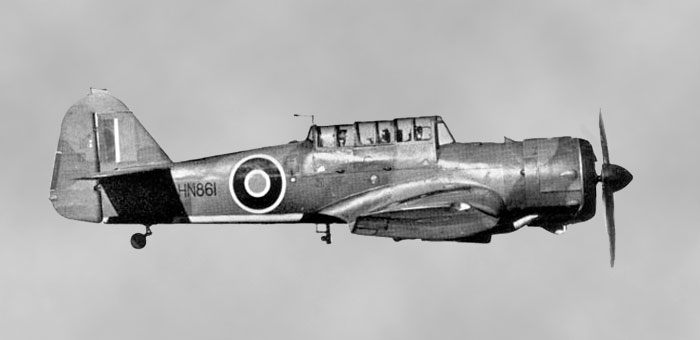
Martinet a Királyi Légierőben

A típust széles körben alkalmazták a brit légierők a II. világháború folyamán. Elsősorban a kiképzőegységek használták, a légi lövészet gyakorlására, illetve a légvédelmi tüzérség felkészítésére. Alkalmazták tengeri felderítő szerepkörben is, vízbe zuhant gépek személyzetének felkutatására.
A brit légierők az 1940-es évek végén, 1950-es évek elején vonták ki a szolgálatból a Martineteket. Néhány példány került civil alkalmazásba, illetve kis számban exportálták más országokba is. A feleslegessé vált gépek egy részét a Görög Királyi Légierőnek próbálták értékesíteni általános-, és tüzérségi megfigyelő, valamint közvetlen légi támogató feladatokra, de a törekvés nem járt sikerrel.

## Típusváltozatok
M.25 Martinet
Kétüléses célvontató repülőgép – gyári típusjelzés.
Martinet TT.Mk I
A brit légierőknél használt típusjelzés.
M.50 Queen Martinet
Pilóta nélküli, rádióirányítású drón, 11 darab készült belőle, illetve további 58 példányt TT.Mk I-esekből alakítottak át.
M.37 Martinet Trainer
Kétüléses kiképzőgép, két darab készült belőle, TT.Mk I-esek átépítésével.

## Üzemeltető országok
A külföldi üzemeltetők a Brit Királyi Légierő által kivont, használt gépeket kaptak. 
 Belgium
A Belga Királyi Légierő 9 darab Martinetet üzemeltetett 1947 és 1953 között, R-1-től R-11 lajstromszámig (az eredeti szállítmányból két gépet rossz műszaki állapot miatt nem vettek át, ezeket a britek kicserélték, átvételkor ezek kapták az R-10 és R-11 számokat). A célvontatásra használt gépek közül öt darabot kellett balesetek miatt selejtezni.
 Franciaország
1945 és 1948 között 41 darab Martinetet szereztek be. A Francia Légierő kísérleti részlege (Centre d'essais en vol) mintegy tíz példányt üzemeltetett 1958-ig. 
 Írország
Az Ír Légihadtest 1946-ban két Martinetet vásárolt, ezek 144 és 145 lajstromszámmal álltak szolgálatba. Előbbi 1952-ben összetört, utóbbit 1958-ban vonták ki, később földi oktatásra használták.
 Portugália
A Portugál Légierő 10 darab Martinetet kapott 1943 szeptemberében, ezekből négyet később átadtak a haditengerészetnek. A célvontatásra használt gépeket 1952-ben vonták ki a szolgálatból. A légierő gépei a 431-től 440-ig terjedő lajstromszámokat kapták, a haditengerészet részére átadott Martineteket átlajstromozták M-1-től M-4-ig.
 Svédország
A Svensk Flygtjänst AB nevű polgári repülővállalat 1946-ban 9 darab Martinetet vásárolt. A gépek a következő svéd polgári lajstromszámokat kapták: SE-AZC, SE-AZD, SE-AZE, SE-AZF, SE-AZG, SE-BCI, SE-BCN, SE-BCP. A kilencedik Martinet SE-BCO jelzést kapott, ezt végül nem állt szolgálatba. A vállalkozás a Svéd Királyi Légierő részére végzett célvontatást, illetve reklámtranszparensekkel is repültek. A svéd Martineteket 1951-ben selejtezték ki.
 Törökország
A Török Légierő 1945 márciusában 7 darab Martinetet szerzett be. A gépek a 4809-4815 lajstromszámokat kapták.
 Egyesült Királyság
A brit Királyi Légierőben az alábbi századoknál repültek Martinetek: 
- 5. repülőszázad, RAF
- 20. repülőszázad, RAF
- 34. repülőszázad, RAF
- 269. repülőszázad, RAF
- 285. repülőszázad, RAF
- 286. repülőszázad, RAF
- 287. repülőszázad, RAF
- 289. repülőszázad, RAF
- 290. repülőszázad, RAF
- 291. repülőszázad, RAF
- 520. repülőszázad, RAF
- 567. repülőszázad, RAF
- 577. repülőszázad, RAF
- 587. repülőszázad, RAF
- 595. repülőszázad, RAF
- 598. repülőszázad, RAF
- 631. repülőszázad, RAF
- 639. repülőszázad, RAF
- 650. repülőszázad, RAF
- 679. repülőszázad, RAF
- 691. repülőszázad, RAF
- 695. repülőszázad, RAF

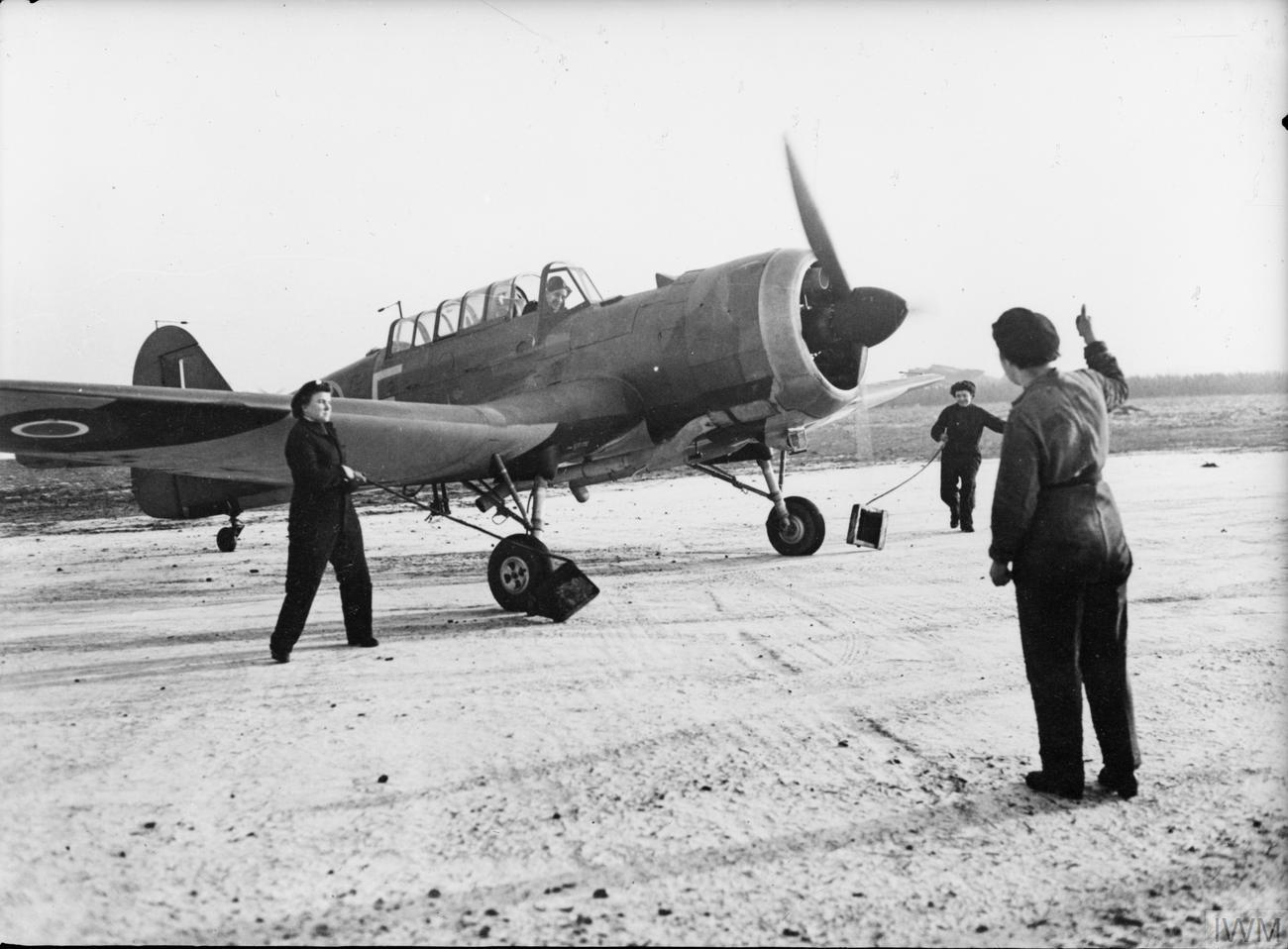
A 289. repülőszázad, Martinetje a Királyi Légierő Turnhouse-i bázisán, Midlothian, Skócia, 1943 körül.

A brit Flottalégierőben (Fleet Air Arm, FAA) az alábbi századoknál repültek Martinetek: 
- 718. haditengerészeti repülőszázad, FAA
- 722. haditengerészeti repülőszázad, FAA
- 723. haditengerészeti repülőszázad, FAA
- 725. haditengerészeti repülőszázad, FAA
- 726. haditengerészeti repülőszázad, FAA
- 728. haditengerészeti repülőszázad, FAA
- 733. haditengerészeti repülőszázad, FAA
- 736. haditengerészeti repülőszázad, FAA
- 740. haditengerészeti repülőszázad, FAA
- 766. haditengerészeti repülőszázad, FAA
- 770. haditengerészeti repülőszázad, FAA
- 771. haditengerészeti repülőszázad, FAA
- 772. haditengerészeti repülőszázad, FAA
- 773. haditengerészeti repülőszázad, FAA
- 775. haditengerészeti repülőszázad, FAA
- 776. haditengerészeti repülőszázad, FAA
- 779. haditengerészeti repülőszázad, FAA
- 789. haditengerészeti repülőszázad, FAA
- 792. haditengerészeti repülőszázad, FAA
- 793. haditengerészeti repülőszázad, FAA
- 794. haditengerészeti repülőszázad, FAA
- 797. haditengerészeti repülőszázad, FAA

## Műszaki adatok

### Geometriai méretek és tömegadatok
- Személyzet: 2 fő
- Hossz: 9,42 m
- Szárnyfesztávolság: 11,89 m
- Magasság: 3,53 m
- Szárnyfelület: 22,5 m2
- Szárnykarcsúság: 6,3
- Szárnyprofil: szárnytő: NACA 23024; szárnyvég: NACA 23009
- Üres tömeg: 2105 kg
- Maximális felszálló tömeg: 3062 kg

### Meghajtás
- Hajtómű: 1 × Bristol Mercury XX vagy Mercury 30 9 hengeres, léghűtéses csillagmotor, 870 lóerő (650 kW) teljesítmény
- Légcsavar: háromtollú, automata állásszög-szabályozású fém légcsavar

### Repülési jellemzők
- Legnagyobb sebesség: 
  - 356 km/h tengerszinten
  - 386 km/h 1768 m-es magasságon
  - 383 km/h  3048 m-es magasságon

- Utazó sebesség: 320 km/h maximum 1524 m-es magasságon
- Átesési sebesség: 100 km/h , illetve 134 km/h a fékszárnyak állásától függően

- Megengedett legnagyobb sebesség: 530 km/h
- Hatótáv: 1117 km
- Repülési idő: 5 óra
- Emelkedési idő:
  - 1524 m-es magasságra: 3 perc 30 másodperc
  - 3048 m-es magasságra 8 perc

- Szárny felületi terhelése: 136 kg/m2
- Teljesítmény–tömeg arány: 0,386 kW/kg
- Felszállási úthossz: 238 m
- Felszállási úthossz 15 m magasságig: 421 m
- Leszállási úthossz: 389 m
- Leszállási úthossz 15 m magasságról: 492 m

## Fennmaradt példányok
A típusból egyetlen darab maradt meg, ez Woodley-ban, Nagy-Britanniában található, a Museum of Berkshire Aviation gyűjteményében. Ez a gép 1943-ban épült, a Brit Királyi Légierő MS902 lajstromszámmal állította szolgálatba reykjavíki bázisán, Izlandon. 1949-ben kivonták a szolgálatból és eladták az Akureyri városában működő civil repülőklubnak, ahol a TF-SHC lajstromjelet viselte. 1951-ben Kópasker község közelében kényszerleszállást hajtott végre, a baleset után az összetört gépet a helyszínen hagyták. 1977-ben az Izlandi Repüléstörténeti Társaság (Islenka Flugsogufelagid) tagjai összegyűjtötték a roncsokat és egy raktárban helyezték el azokat. 1996-ban a maradványokat Nagy-Britanniába szállították, ahol a Museum of Berkshire Aviation munkatársai több éves munkával újjáépítették az utolsó Martinetet. Mivel a roncs erősen hiányos volt, a szárnyak egy Miles Masterről származnak, a motor pedig csupán másolat. A gépre az Izlandon viselt polgári lajstromjelet festették fel, jelenleg a múzeum állandó kiállításának része. Különös jelentőséggel bír, hogy a típus gyártása Woodley-ben zajlott.
A típus emlékét őrzi a Máltán, a Ta' Qali településen működő Malta Aviation Museum kiállításában látható kabintető.   

## Fordítás
- Ez a szócikk részben vagy egészben a Miles Martinet című angol Wikipédia-szócikk ezen változatának fordításán alapul.  Az eredeti cikk szerkesztőit annak laptörténete sorolja fel. Ez a jelzés csupán a megfogalmazás eredetét és a szerzői jogokat jelzi, nem szolgál a cikkben szereplő információk forrásmegjelöléseként.